# Митко Ценов
Митко Ценов е български лекоатлет и бегач на средно дълги разстояния.
Ценов е национален рекордьор на 3000 метра стипълчейз, като на 12 юни 2014 година подобрява рекорда на Михаил Желев.
Първото му участие на международно състезания е Световото първенство по бягане в пресечена местност през 2011 година.

## Успехи
| Дата | Състезание                                         | Град         | Място | Дистанция         | Резултат |
| ---- | -------------------------------------------------- | ------------ | ----- | ----------------- | -------- |
| 2011 | Световно първенство по бягане в пресечена местност | Пунта Умбрия | 86-и  | 8 км              | 26:06    |
| 2012 | Световно първенство по бягане в пресечена местност | Будапеща     | 2-ри  | 6 км              | 18:08    |
| 2013 | Световно първенство по бягане в пресечена местност | Белград      | 3-ри  | 6 км              | 24:07    |
| 2014 | Европейско първенство по лека атлетика             | Цюрих        | 9-и   | 3000 м стипълчейз | 8:34:16  |
| 2015 | Европейско първенство по лека атлетика под 23      | Талин        | 1-ви  | 3000 м стипълчейз | 8:37:79  |

## Рекорди
| Дистанция         | Време   | Град         | Дата        |
| ----------------- | ------- | ------------ | ----------- |
| 1500 м            | 3:42:34 | Стара Загора | 19 юли 2014 |
| 3000 м стипълчейз | 8:30:87 | Хуелва       | 12 юни 2014 |